# Ringwall Kulch

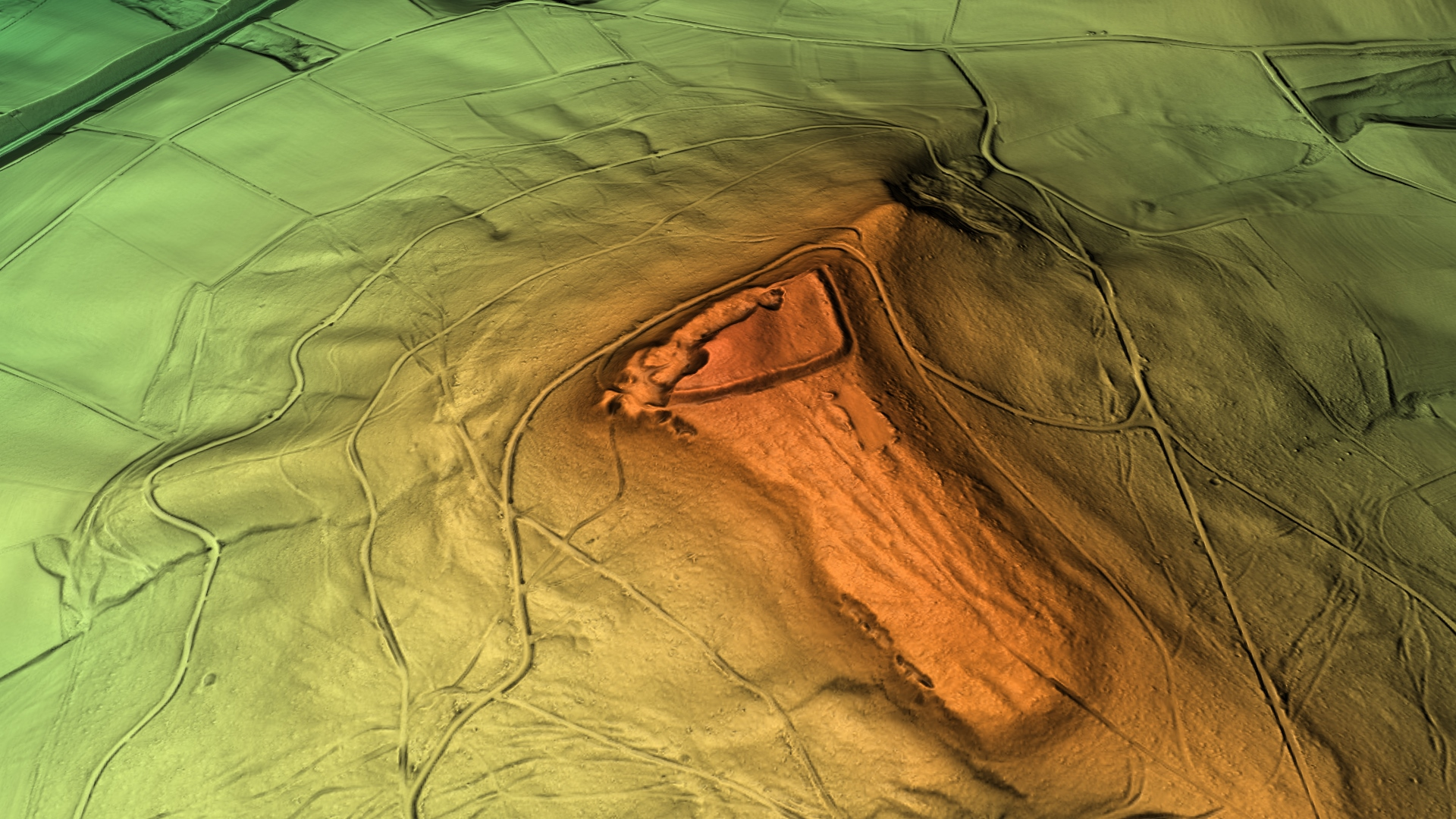
3D-Ansicht des digitalen Geländemodells

Der Ringwall Kulch ist eine abgegangene frühmittelalterliche Ringwallanlage aus vermutlich ottonischer Zeit bei 475 m ü. NHN auf dem Kulch (483 m) bei Altenbanz, einem Ortsteil von Bad Staffelstein im Landkreis Lichtenfels in Bayern.
Von der ehemaligen Ringwallanlage ist noch ein zweiteiliger Ringwall erhalten. Die Kernburg hatte eine Innenfläche von etwa 160 mal 80 Metern und war von einem bis zu 10 Meter breiten Wall sowie einem vorgelagerten, bis zu 6 Meter breiten Graben umgeben. Die Höhendifferenz zwischen Wallkrone und Grabensohle beträgt heute etwa 4 Meter. Zusätzlich befand sich im Südosten eine 320 Meter lange und bis zu 130 Meter breite Vorburg.
Auf der Bergkette befinden sich noch der Ringwall Banzer Berg, die abgegangene Burg Banz und die abgegangene Burg Steglitz.